# George Digby

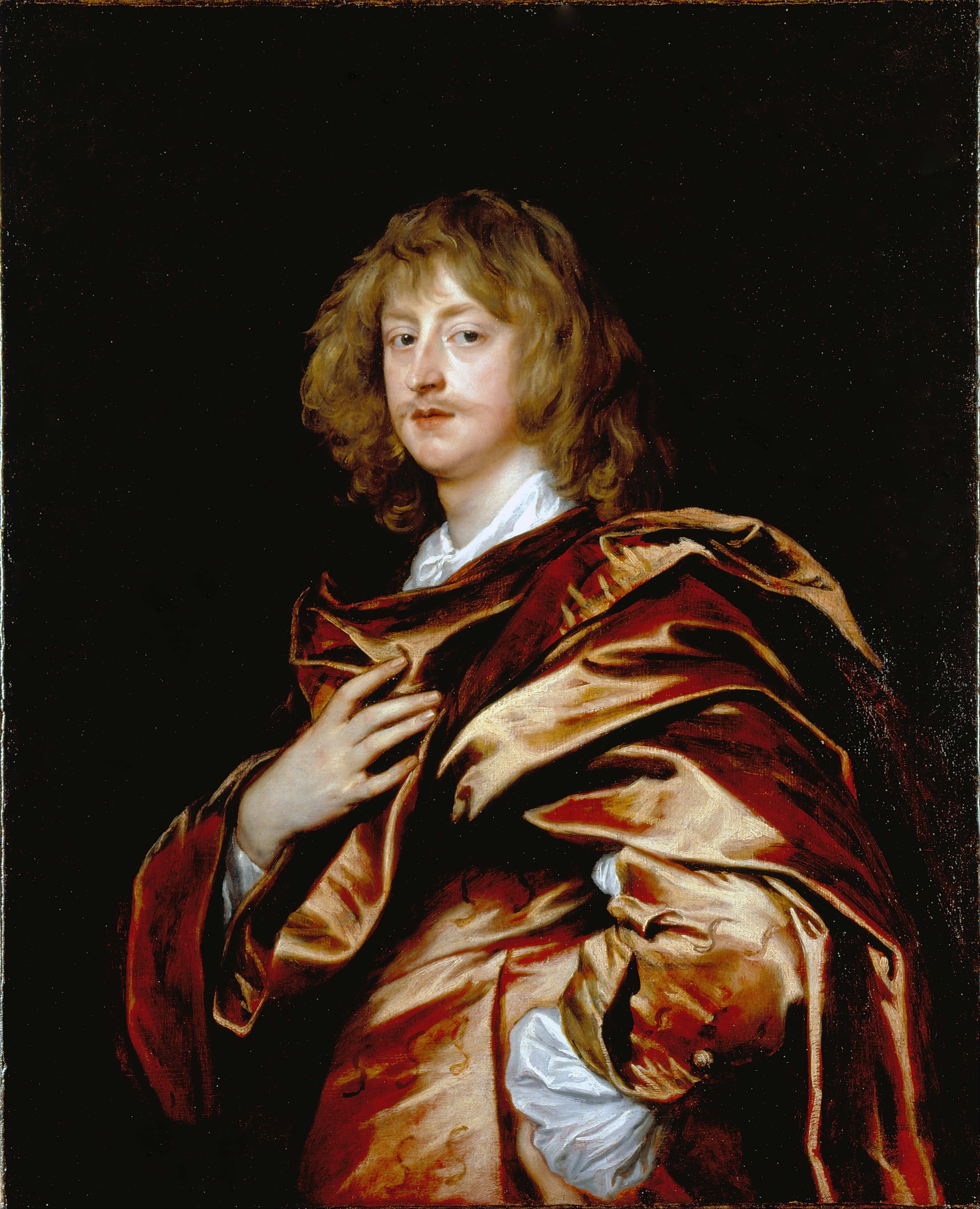
Retrato de George Digby, segundo conde de Bristol, por Anton Van Dyck, c.1638–9

George Digby, 2º conde de Bristol, (* Madrid, España, 22 de febrero de 1612 - † 20 de mayo de 1677) fue un político, dramaturgo y traductor inglés, hijo de John Digby, barón y primer conde de Bristol, y de su esposa Beatrice Walcott. Nació en Madrid, donde su padre sirvió como embajador de Inglaterra en España. Su carrera fue desde muy temprano brillante y prometedora, ya que a la corta edad de doce años intervino en la Cámara de los Comunes en defensa de su padre, que se encontraba preso dentro de la Torre de Londres, debido a las intrigas del Duque de Buckingham. Estudió en el Magdalen College de la Universidad de Oxford, donde obtuvo el título de Master of Arts en 1636.
Su carrera política fue oscilante y errática, ya que aunque se opuso a Carlos I de Inglaterra, durante la década de 1630, durante la Guerra Civil Inglesa tomó las armas a favor de este. De 1643 a 1645, ocupó la Secretaría de Estado, marchando fuera del país tras fieras disputas con Ruperto del Rin. 
Pasó años en Francia, los Países Bajos meridionales, e incluso España, retornando a Inglaterra tras el final del Protectorado de Cromwell. Se convirtió al Catolicismo, y durante el reinado de Carlos II de Inglaterra, siguió figurando de forma prominente en la Corte de los Estuardo.
Digby es recordado en la historia literaria inglesa por sus cartas (Letters between Lord George Digby and Sir Kenelm Digby, Knt. concerning Religion, Cartas entre Lord George Digby y Sir Kenelm Digby, caballero, relativas a la religión, escritas entre 1638 y 1639, y publicadas en 1651), discursos de gran relieve en el Parlamento, y fundamentalmente, por haber adaptado del español algunas obras de los Siglos de Oro, de autores como Lope de Vega y Calderón de la Barca, de las cuales la más recordada aún hoy es Elvira: or, The Worst not Always True, (Elvira, o no siempre lo peor es cierto), que se inspira en No Siempre lo Peor es Cierto, de Calderón de la Barca. Aunque su versión o traducción es rígida y formal, permanece como un notable ejemplo de la comedia de capa y espada que la escena inglesa tomó del teatro español barroco. Según Walpole, también tradujo los tres primeros libros de Cassandra del francés. Fue también poeta, aunque muy pocos de sus versos han llegado hasta la actualidad.